# Primera División 1957 (Venezuela)
La Primera División 1957 fu la 37ª edizione della massima serie del campionato venezuelano di calcio, e fu vinta dall'Universidad Central.

## Avvenimenti
Nel 1957 si disputa in Venezuela il primo campionato professionistico: a vincerlo è l'Universidad Central, allenata dal brasiliano Orlando Fantoni.

## Partecipanti
- Banco Obrero
- Catalonia
- Dep. Español
- Deportivo Vasco
- La Salle
- Universidad Central

## Classifica finale
|                      | Pos. | Squadra             | Pt | G  | V  | N | P | GF | GS | DR  |
| -------------------- | ---- | ------------------- | -- | -- | -- | - | - | -- | -- | --- |
| Venezuela (bandiera) | 1.   | Universidad Central | 23 | 15 | 10 | 3 | 2 | 39 | 17 | +22 |
|                      | 2.   | La Salle            | 18 | 15 | 8  | 2 | 5 | 39 | 19 | +20 |
|                      | 3.   | Banco Obrero        | 17 | 15 | 7  | 3 | 5 | 30 | 26 | +4  |
|                      | 4.   | Dep. Español        | 13 | 15 | 5  | 3 | 7 | 32 | 43 | -11 |
|                      | 5.   | Catalonia           | 10 | 15 | 4  | 2 | 9 | 28 | 38 | -10 |
|                      | 6.   | Deportivo Vasco     | 9  | 15 | 3  | 3 | 9 | 23 | 48 | -25 |

Legenda:

         Campione del Venezuela 1957
Note:
Due punti a vittoria, uno a pareggio, zero a sconfitta.

## Statistiche

### Primati stagionali
Record
- Maggior numero di vittorie: Universidad Central (10)
- Minor numero di sconfitte: Universidad Central (2)
- Miglior attacco: La Salle, Universidad Central (39 reti fatte)
- Miglior difesa: Universidad Central (17 reti subite)
- Miglior differenza reti: Universidad Central (+22)
- Maggior numero di pareggi: Banco Obrero, Deportivo Español, Deportivo Vasco, Universidad Central (3)
- Minor numero di vittorie: Deportivo Vasco (3)
- Maggior numero di sconfitte: Catalonia, Deportivo Vasco (9)
- Peggiore attacco: Deportivo Vasco (23 reti fatte)
- Peggior difesa: Deportivo Vasco (48 reti subite)
- Peggior differenza reti: Deportivo Vasco (-25)
- Partita con più reti: Universidad Central-Deportivo Vasco 10-1

### Classifica marcatori
| Gol |  |  | Giocatore | Squadra             |
| --- |  |  | --------- | ------------------- |
| 12  |  |  | Tonho     | Universidad Central |